# Pointe Denis
La Pointe Denis est un cap du Gabon connu pour la beauté de ses plages, situé à l’est de l’estuaire du Komo, en face de la capitale nationale Libreville, dans le département du Komo-Océan et la province de l'Estuaire.

## Étymologie
La Pointe Denis doit son nom d'un des grands rois de la province de l'Estuaire, le roi Denis Rapontchombo.
Le roi Denis Rapontchombo est né vers 1780 dans la partie sud de ce qu'on appelle aujourd'hui La Pointe Denis.
C'était un roi très francophile qui a joué un grand rôle dans les négociations qui ont permis l'établissement des Français au Gabon.

## Tourisme
La Pointe Denis a une faune et une flore tres riches, c'est un endroit très peu peuplé. En général, cette zone vit du tourisme. Les habitants de Libreville y passent les fins de semaine.
La Pointe Denis est une destination très appréciée des touristes, car c'est le premier lieu le plus proche de Libreville où l'on peut pénétrer dans la forêt équatoriale.

## Faune

### Tortues luth
La pointe Denis est un important lieu de reproduction de la tortue luth (Dermochelys coriacea).
Entre 1 800 et 2 000 nids sont pondus annuellement sur ses plages.
Des études récentes du Dr Sharon Deem, ancien de la Wildlife Conservation Society, notent que la population mondiale de tortues est menacée par les activités de l'homme.
Une de ces activités est le développement de Pointe Denis. Les tortues trouvent leur chemin vers la mer en utilisant, comme repère, la lumière de la lune scintillant sur l'eau.
Les lumières artificielles artificielles la nuit désorientent les tortues femelles pendant la saison de ponte ainsi que les nouveau-nés essayant de trouver leur chemin vers la mer.
En conséquence, de nombreuses tortues partent dans la mauvaise direction et peuvent mourir de faim et de déshydratation.
Les nids sont également détruits par les visiteurs qui conduisent des véhicules, principalement des quads, sur les plages. Un autre problème est la pollution de la ville voisine de Libreville. Les tortues confondent souvent les sacs en plastique dans l'eau avec des méduses, leur principale source de nourriture, et meurent si elles les ingèrent. Néanmoins, il existe un mouvement écologiste grandissant au Gabon, la protection des tortues étant l'une de leurs priorités.

### Autres espèces
La zone abrite des gnous ainsi qu'une population diversifiée de singes, d'oiseaux, de serpents et d'autres reptiles.
On peut y voir des baleines à bosse en mer.

## Galerie

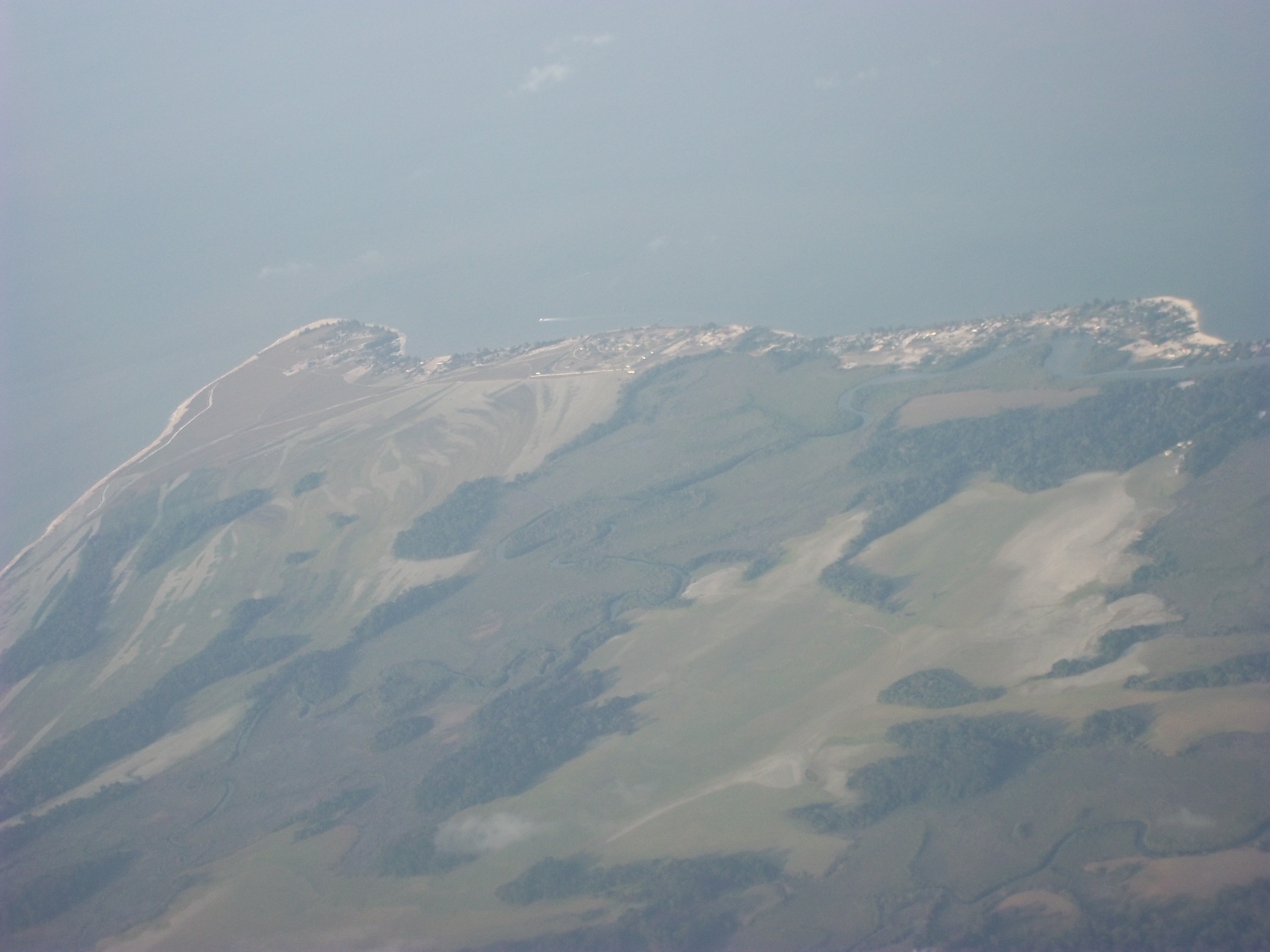
La Pointe Denis vue du ciel.
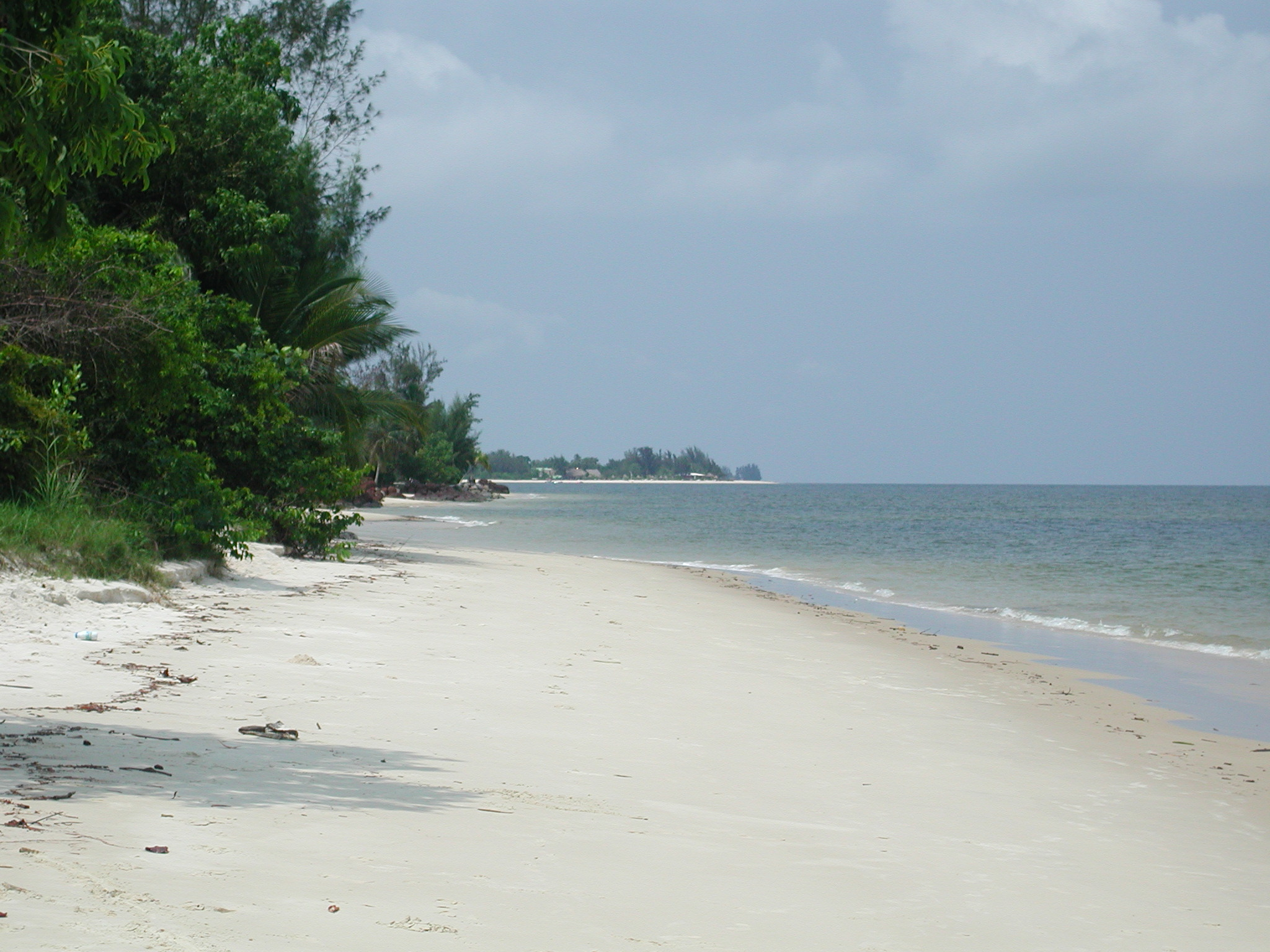
À 2 km au sud de la Pointe Denis .
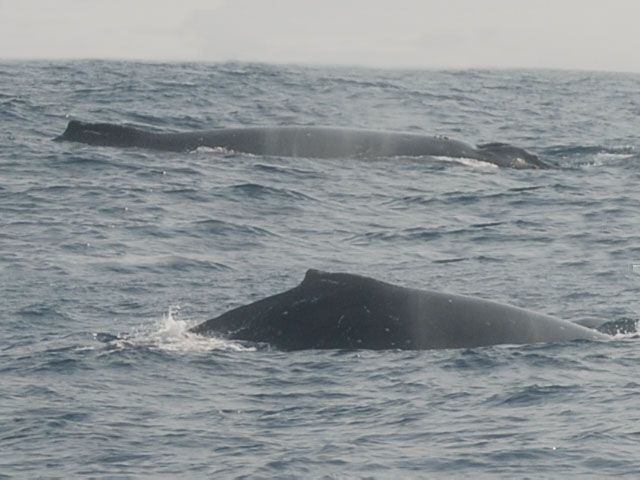
Baleines près de la Pointe Denis.